# Pseudarcturella chiltoni
Pseudarcturella chiltoni är en kräftdjursart som beskrevs av Tattersall 1921. Pseudarcturella chiltoni ingår i släktet Pseudarcturella och familjen Austrarcturellidae.
Artens utbredningsområde är havet kring Nya Zeeland. Inga underarter finns listade i Catalogue of Life.